# Louis Antériou
Louis Antériou, né le 15 juin 1887 à La Voulte-sur-Rhône (Ardèche) et mort le 5 mars 1931 à Paris, est un homme politique français.
Il a appartenu au Parti républicain socialiste. Il est aussi franc-maçon.

## Biographie
Louis Antériou est né à La Voulte-sur-Rhône le 14 juin 1887 d'un milieu modeste, son père est menuisier et sa mère ménagère.

### Une carrière nationale
Il commence sa carrière dans l'administration en tant que commis principal des contributions indirectes. Mobilisé en 1914 lors de la Première Guerre mondiale il est envoyé combattre sur le front d’Orient où il fut grièvement blessé aux Dardanelles, à la bataille de Sedul-Bahr en 1915. Trépané sur un navire hôpital, il rejoint non encore guéri son régiment et contracte le paludisme. Il est décoré de la Croix de guerre.

À la fin de la guerre, il devient secrétaire général de l’Office départemental des Pupilles de la Nation à Privas.
Très actif dans le milieu des anciens combattants, il fonde la fédération départementale des mutilés et devint plus tard le président d’honneur de la fédération nationale des Poilus d’Orient. Candidat aux élections générales du 16 novembre 1919, il est élu en tête de la liste d'union et de concentration républicaine et il s'inscrivit au groupe républicain socialiste.
Membre de plusieurs grandes commissions parlementaires, il devient le président de la Commission des marchés qui travaille à la restauration du pouvoir de contrôle du Parlement (1924).
Réélu aux élections du 11 mai 1924, en tête de la liste du cartel des gauches, il a été nommé secrétaire de la Chambre et le resta jusqu'en 1925 où il a été appelé à la tête du Ministère des Pensions par Painlevé (17 avril-29 octobre et 30 octobre-25 novembre 1925).
En cette qualité, il intervient au cours de la discussion du budget de l'exercice 1925, en faveur des sépultures des victimes de la guerre et des orphelins de la guerre. Il reprend sa place de député après la chute du cabinet Painlevé le 28 novembre 1925.
Il est réélu aux élections générales des 22 et 29 avril 1928, au 2e tour de scrutin dans la 1re circonscription de l'Ardèche, au moment du retour au scrutin d'arrondissement. Le 11 novembre 1928 il est nommé à nouveau Ministre des Pensions dans le cabinet Poincaré et conserve ce portefeuille dans le cabinet Briand du 29 juillet 1929.
Il s'attache alors à la réalisation du programme élaboré par les associations d'anciens combattants et de mutilés et se préoccupe particulièrement du relèvement du taux des pensions (1928-1929). Il regagne sa place de député après la démission du Ministère Briand le 3 novembre 1929.

### Implication locale
Aux municipales du 30 novembre 1919, Louis Antériou conduit à Privas une Liste d’Union républicaine démocratique et sociale qui va des radicaux aux socialistes mais qui est battue. En 1925, il se présente aux municipales à La Voulte et est élu maire. Maire de La Voulte, Louis Antériou modernise les équipements de la petite ville (électrification, adduction d’eau). Il est à partir de 1929 conseiller général du Canton de Rochemaure.
En 1918, Louis Antériou épouse une Albenasienne, Hélène Gaillard, dont il a un fils, Jacques, qui fait une carrière de haut fonctionnaire et de responsable du Parti radical-socialiste.

### Décès et obsèques
En cours de mandat législatif, Louis Antériou meurt d'une grippe infectieuse le 5 mars 1931 en son domicile dans le 14e arrondissement. Ses obsèques ont commencé le 7 mars 1931 depuis son domicile en présence de nombreuses personnalités parmi lesquelles Édouard Daladier, Paul Painlevé et Édouard Herriot où des discours ont été prononcées. Son corps a été transporté sur corbillard automobile à la Gare de Lyon où de nouveaux hommages lui ont été rendues, puis acheminé jusqu'au cimetière de la Voulte sur Rhône où il a été inhumé devant une foule de 15 000 personnes venues se recueillir.

## Distinctions
- Croix de guerre 1914-1918

## Mandats
- Député de l'Ardèche de 1919 à 1931
- Ministre des Pensions du 17 avril au 28 novembre 1925 dans les gouvernements Paul Painlevé (2) et Paul Painlevé (3)
- Ministre des Pensions du 11 novembre 1928 au 3 novembre 1929 dans les gouvernements Raymond Poincaré (5) et Aristide Briand (11)

## Hommage
En 1933, la municipalité de La Voulte lui rend hommage en érigeant un monument à sa mémoire dû au statuaire Robert Delandre.

## Sources
- « Louis Antériou », dans le Dictionnaire des parlementaires français (1889-1940), sous la direction de Jean Jolly, PUF, 1960 [détail de l’édition]

Les papiers personnels de Louis Antériou sont conservés aux Archives nationales, site de Pierrefitte-sur-Seine, sous la cote 373AP : Inventaire du fonds.